# Esaú Buondelmonti
Esaú Buondelmonti (en italiano: Esaù de' Buondelmonti, en griego: Ησαύ Μπουοντελμόντι), fue el gobernante de Ioánina y sus alrededores (Epiro central) desde 1385 hasta su muerte en 1411, con el título bizantino de déspota.

## Biografía
Esaú era hijo del noble florentino Manente Buondelmonti y Lapa Acciaioli, hermana de Niccolò Acciaioli de Corinto. Esaú había llegado a Grecia para buscar fortuna como sus parientes de la familia Acciaioli, pero en 1379 había sido capturado en una batalla contra Tomás Preljubović de Epiro. Después de pasar varios años preso, acabó sucediendo a su captor al casarse con la viuda de este último, María Ángelo Ducas Paleólogo, en febrero de 1385.
Esaú inmediatamente revirtió las políticas impopulares de Tomás, llamando a los nobles exiliados y restableciendo a Mateo, obispo de Ioánina, que había sido expulsado. El nuevo gobernante siguió una política de pacificación, y buscó una reconciliación tanto con los clanes albaneses como con el Imperio bizantino. En 1386, una embajada bizantina llegó a Ioánina e invistió a Esaú con el título de déspota. Aunque su territorio era totalmente independiente de Constantinopla, este reconocimiento le ayudó a fortalecer y legitimar su posición.
Sin embargo, encontró difícil llegar a un acuerdo con los albaneses. En 1385 Juan Espata, déspota de Arta, marchó sobre Ioánina, pero Esaú logró preparar las defensas a tiempo, obligando al jefe albanés a retirarse. En este punto, Esaú se vio obligado a seguir la política de Tomás de intentar conseguir el apoyo de los turcos otomanos y visitó la corte del sultán Murad I para rendirle homenaje en 1386. Esta alianza trajo un respiro al conflicto en Epiro, pero la paz terminó luego de la batalla de Kosovo y la muerte de Murad II en 1389. Ioánina fue nuevamente amenazada, y Esaú consiguió otra vez evitar el desastre con la ayuda de los otomanos.
Regresando a su capital después de catorce meses (1399-1400) de estar en la corte de Bayezid I, Esaú recibió el apoyo del comandante otomano Gazi Evrenos y rápidamente derrotó a los albaneses. La muerte de María en diciembre de 1394 fue seguida por un nuevo conflicto con Espata, que fue resuelto a través de la diplomacia. En enero de 1396, Esaú se casó con Irene, la hija de Espata, como parte del acuerdo de paz, pero esta todavía resultaba difícil de alcanzar. Sin precisar más del apoyo turco, Esaú terminó enfrentándose con sus antiguos aliados y los derrotó, lo que le hizo confiar en su propio poder.
En 1399 Esaú, apoyado por algunos clanes albaneses, marchó contra el cuñado de su esposa, Juan Zenevisi de Gjirokastra, sin embargo, fue derrotado y capturado, y gran parte de sus tierras fueron ocupadas por Zenevisi. Los magnates vecinos decidieron restaurar al déspota prisionero y pidieron la intervención de la República de Venecia para conseguirla. Esaú regresó a Ioánina en 1400, gobernando en relativa paz hasta su muerte el 6 de febrero de 1411.

## Descendencia
Esaú no parece haber tenido hijos con su primera esposa María Ángelo Ducas Paleólogo o de su segunda esposa Irene Espata. Con su tercera esposa, Jevdokija Balšić, tuvo tres hijos, entre ellos:
- Jorge Buondelmonti, quien lo sucedió brevemente como gobernante de Ioánina, antes de ser depuesto por la nobleza local, que entregó su ciudad a Carlo I Tocco, conde de Cefalonia y Zacinto.[10][11]